# Kommunalfriedhof Wandlitz
Der kommunale Friedhof Wandlitz ist der am 26. Oktober 1913 eröffnete Bestattungsplatz für die Gemeinde Wandlitz im Landkreis Barnim. Er löste den traditionellen kirchlichen Friedhof um die Dorfkirche Wandlitz ab. Seine Anlage geht auf Aktivitäten des Gemeindevorstehers Karl Jünemann zurück. 

## Lage und Größe
Der Gemeindefriedhof ist über den Haupteingang an der Karl-Liebknecht-Straße und rückseitig vom Berliner Weg erreichbar. Er wurde auf früherem Priesterland angelegt (vermutlich Pfarrland des Dorfes). Das Areal misst ca. 18.000 m².

## Geschichte

### Vorgeschichte: Bestattungen in der Kirche und auf dem Kirchhof
Die Beisetzung bedeutender Persönlichkeiten des Dorfes und seiner benachbarten Ortschaften erfolgte oftmals direkt in der Kirche. So geht aus Kirchendokumenten und Vorort-Untersuchungen hervor, dass am 17. Juni 1718 unweit des Altars der Amtmann von Mühlenbeck, Johann Jakob Fabrizius, beerdigt wurde; die Erbherren von Arendsee, 1748 Conrad von Barfus, 1762 Dorothea von Stammen, 1765 Barbara von Hohenbergen und 1795 Paul Erdmann von Barfus, fanden in der Kirche ebenso ihre letzte Ruhestätte. 
Die noch erhaltenen elf Grabstätten im Umfeld der Kirche weisen auf weitere Personen hin, die eng mit der Geschichte von Wandlitz verbunden sind, darunter: 
Louis Barth (16. Januar 1851–31. Januar 1907), „Besitzer des Wandlitzsees Fischermeister“, Julius Wiese (7. Juni 1826–27. September 1913), „Bauunternehmer“ und Familie August Klein, Besitzer der Gaststätte Seekrug.

### Neue kommunale Begräbnisstätte
Ab den 1950er Jahren dominierten Urnenbestattungen. 1997 wurde eine große Wiese mit einem polierten Marmorstein, auf dem eine stilisierte Flamme eingearbeitet ist, als Urnen-Gemeinschaftsanlage zur anonymen Beisetzung eingerichtet. Die Namen der Beigesetzten können auf Antrag der Hinterbliebenen an den aufgestellten Stelen angebracht werden (halbanonym), mit Vorgaben entsprechend der Satzung.

### Friedhofskapelle
Kurz nach Inbetriebnahme des Friedhofs ließ die Gemeindeverwaltung auf dem Gelände eine Friedhofskapelle errichten, die anfänglich einen hölzernen Dachreiter besaß. Betreut wurde die Einrichtung von der „Evangelischen Frauenhilfe“. – Es ist nicht überliefert, wann der Dachreiter entfernt wurde. 
Nach der Wende, im Jahr 1999 erfolgte eine Restaurierung der Fassade und eine gründliche Sanierung. Durch eine Heizung und weitere Ausstattungsgegenstände wie gepolsterte Sitzbänke, Kerzenständer und Pflanzenarrangements wurde sie zur ganzjährig nutzbaren Trauerhalle.

### Ehrengräber

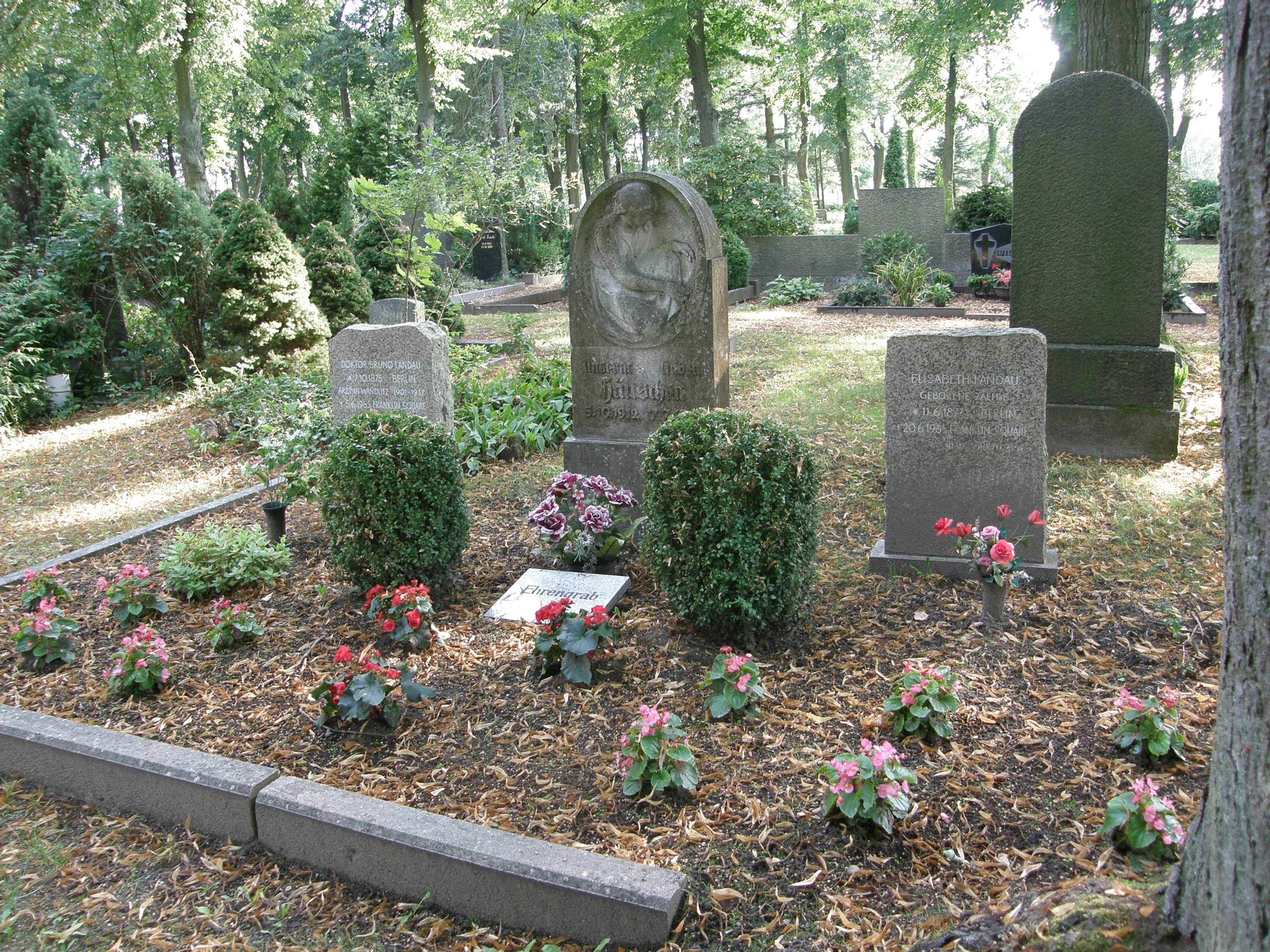
Ehrengrabstätte Familie Landau

Zwei Ehrengrabstätten wurden im Frühjahr 2010 (nach der Verabschiedung einer Richtlinie für Ehrengrabstätten) ausgewiesen.
Eine ehrt den zwischen 1901 und 1937 tätigen jüdischen Landarzt Bruno Landau (1875–1965), der nach einer Denunziation infolge der nationalsozialistischen Rassengesetze in das KZ Oranienburg kam. Im Jahr 1937 emigrierte er mit seiner Frau Elisabeth Landau (1877–1961) in die USA. Für ihren 1917 im Alter von fünf Jahren verstorbenen Sohn Hans Landau hatten die Eltern von dem Bildhauer Hermann Hosaeus, der auch das Wandlitzer Kriegerdenkmal vor dem Kirchenareal gestaltet hatte, einen gesonderten Grabstein anfertigen und bereits auf dem Wandlitzer Friedhof aufstellen lassen. 1968 wurden die sterblichen Überreste von Bruno und Elisabeth Landau nach Wandlitz überführt und hierneben beigesetzt. Seit 1994 sorgt die Gemeindeverwaltung für Pflege und Erhalt der Familiengrabstätte.
Die zweite Ehrengrabstätte ist für Karl Schweitzer (* 1886 in Schönerlinde; † 1942) und dessen Frau Hedwig (1894–1983) ausgewiesen. Karl Schweitzer wurde 1942 in einem politischen Schauprozess (Anklage wegen Wehrkraftzersetzung) zum Tode verurteilt und am 18. Juli des gleichen Jahres in Berlin-Plötzensee hingerichtet.